# Bulbophyllum teresense
Bulbophyllum teresense är en orkidéart som beskrevs av Augusto Ruschi. Bulbophyllum teresense ingår i släktet Bulbophyllum och familjen orkidéer. Inga underarter finns listade i Catalogue of Life.